# NGC 6251
NGC 6251 é uma galáxia elíptica (E) localizada na direcção da constelação de Ursa Minor. Possui uma declinação de +82° 32' 18" e uma ascensão recta de 16 horas, 32 minutos e 31,8 segundos.
A galáxia NGC 6251 foi descoberta em 1 de Janeiro de 1802 por William Herschel.